# Academic Free License
Pour les articles homonymes, voir AFL.
L'Academic Free License (AFL) est une licence libre écrite en 2002 par Lawrence Rosen (en), conseiller général de l'Open Source Initiative.
Cette licence est proche des licences BSD, X11, UoI/NCSA et Apache qui autorisent l'utilisation dans le cadre de logiciels propriétaires. Elle est considérée comme non compatible avec GNU GPL par la Free Software Foundation (FSF), qui n'a cependant pas commenté la dernière version, AFL 3.0.
Elle a pour but d'éclaircir certains points par rapport à ces autres licences. Un de ces points est que celui qui appose cette licence sur son code affirme qu'il n'a pas enfreint une quelconque liberté intellectuelle donc se porte garant vis-à-vis de son travail, il doit aussi garantir qu'il n'y a pas de brevet enfreint non plus.
- L'AFL précise que l'utilisation du logiciel est régie par une licence ;
- L'AFL inclut une cession des droits d'auteur pour le logiciel ;
- L'AFL contient une cession de l'utilisation des brevets pour le logiciel ;
- L'AFL précise qu'aucun droit de dépôt de marque n'est applicable pour les marques déposées sous licence ;
- L'AFL garantit que le demandeur de la licence possède le copyright ou distribue le logiciel sous licence ;
- L'AFL est elle-même sous copyright, avec le droit garanti de la copier et de la distribuer sans modifications.

L'AFL n'est pas une licence très populaire : en janvier 2004, seulement 16 projets utilisaient cette licence.[réf. nécessaire]